# Margit Thyssen
Barones Margit von Batthyany, geboren Margit Thyssen-Bornemisza de Kászon (Rechnitz, 22 juni 1911 - Lugano, 15 september 1989) was een dochter van Baron Heinrich Thyssen-Bornemisza de Kászon. Ze was eigenares van en woonachtig op een kasteel in Rechnitz in Oostenrijk, waar op 24 maart 1945 tweehonderd Joden werden vermoord.

## Kasteel
Haar vader Baron Heinrich Thyssen, een van de erfgenamen van August Thyssen was eigenaar van een kasteel in Rechnitz, 150 kilometer ten zuiden van Wenen. Met de nadering van de Tweede Wereldoorlog droeg hij het kasteel over aan zijn dochter Margit en vluchtte naar Zwitserland, waar hij op afstand leiding zou blijven geven aan zijn Duitse mijnen en fabrieken. Het kasteel zou langzaam een onderkomen worden voor SS-officieren en andere nazi's. In 1944 leefden zo'n zeshonderd Joden in de kelders van het kasteel, die werkten aan de versterking van Rechnitz, onder erbarmelijke omstandigheden. 

## Massamoord
Op 24 maart 1945 gaf de barones op het kasteel een feest voor leden van de nazipartij, de SS, de Gestapo en de Hitlerjugend. Dans en drank waren blijkbaar niet genoeg: rond middernacht werden tweehonderd Joden die niet meer geschikt waren voor werk naar de nabijgelegen boerderij Kreuzstadel gebracht. Hier werden ze door dronken gasten geslagen en doodgeschoten. De lichamen werden begraven door vijftien gevangenen, die vervolgens zelf werden doodgeschoten.
Volgens David Litchfield waren de gangmakers twee minnaars van (de getrouwde) Margit: Franz Podezin (Gestapo en leider van de nazipartij in Rechnitz) en Joachim Oldenburg (werknemer van Thyssen en nazi). Podezin zou Margit en vijftien belangrijke gasten wapens en ammunitie hebben gegeven en hebben uitgenodigd "wat joden te vermoorden". Het is volgens critici van Litchfield niet duidelijk of Margit en haar man hebben meegedaan aan de slachting of slechts getuigen waren. Litchfield zegt, dat Margit altijd met plezier barbaarse handelingen jegens de 600 dwangarbeiders gadesloeg.
Op 29 maart 1945 trok het Rode Leger Rechnitz binnen. Het kasteel stond in brand. Op 5 april 1945 werden de massagraven ontdekt. In 1946 en 1948 vonden verschillende rechtszittingen over de massamoord plaats. Twee hoofdgetuigen werden vermoord. Tijdens een van de zittingen werd duidelijk dat elders in Rechnitz op 26 maart 1945 400 dwangarbeiders waren vermoord. Uiteindelijk kregen enkele deelnemers aan de slachting lichte straffen: de hoofddaders ontkwamen.
Volgens Stefan Klemp van het Simon Wiesenthal Centrum werkte SS-leider Podezin na de oorlog als agent voor de Westerse geallieerden in de D.D.R.. De West-Duitse autoriteiten maakten het Podezin mogelijk uit Duitsland te vluchten.
Over de massaslachting in Rechnitz maakten Margaretha Heinrich en Eduard Erne in 1994 een film, "Totschweigen".
De Oostenrijkse schrijfster Eva Menasse gebruikt deze slachtingen in de plot van haar roman "Dunkelblum" (2021) vertaald als "Dunkelblum zwijgt" (2022).
In een park in Rechnitz staat een monument ter nagedachtenis aan de vermoorden.

## Jagen en fokken
Na afloop van de Russische bezetting keerde Margit terug naar Rechnitz om te jagen in de bossen. In Bad Homburg hield ze zich bezig met het fokken van paarden op boerderij Erlenhof.